# Stefan Bergmeister
Stefan Bergmeister (sinh ngày 18 tháng 7 năm 1996) là một cầu thủ bóng đá người Áo. Anh thi đấu cho Floridsdorfer AC cho mượn từ SC Austria Lustenau.

## Sự nghiệp câu lạc bộ
Anh ra mắt tại Giải bóng đá hạng nhất quốc gia Áo cho SC Austria Lustenau vào ngày 9 tháng 9 năm 2016 trong trận đấu trước SC Wiener Neustadt.